# Мельников, Геннадий Прокопьевич
Генна́дий Проко́пьевич Ме́льников (22 августа 1928, дер. Старый Карапуз Барабинского района Новосибирской области — 2000) — советский и российский лингвист-теоретик, философ-системолог и культуролог, специалист в области общего языкознания, лингвистической типологии и системной лингвистики, а также русистики и тюркологии. Кандидат технических наук (1964), доктор филологических наук, профессор кафедры общего и русского языкознания РУДН. Создатель системно-типологической концепции языка.

## Биография
Родился в крестьянской семье в Сибири. В годы коллективизации семья перебралась в Кемерово. По окончании средней школы Геннадий Мельников отправился в Москву. Имея трехлетний опыт работы электриком на военном заводе, он поступил в Московский инженерно-физический институт — окончил его в 1952 году как инженер-физик. С 1952 по 1967 год работал в Институте атомной энергии им. И. В. Курчатова, защитил кандидатскую диссертацию по техническим наукам (1964).
Затем работал в Педагогическом институте им. Ленина (1967—1971) и лаборатории вычислительной лингвистики МГУ (1971—1979). Испытал влияние П. Г. Кузнецова и С. П. Никанорова.
Как отмечают доктора филологических наук, профессора кафедры общего и русского языкознания РУДН Ольга Алексеевна Крылова и Елена Николаевна Ремчукова: «Занимаясь проблемой машинного перевода, Г. П. Мельников увлекся лингвистикой, и вся его дальнейшая деятельность оказалась посвященной языкознанию».
С 1979 г. прошел путь от старшего преподавателя до профессора на кафедре общего и русского языкознания Университета дружбы народов.
По замечанию Новиковой и Ремчуковой: «Л. А. Новиков взял в штат лингвистической кафедры этого незаурядного „технаря“, что было довольно смелым поступком, и не ошибся. Уже работая на кафедре, Мельников защитил докторскую диссертацию по языкознанию и создал новое научное направление — системная лингвистика».
Среди учеников Г. П. Мельникова — Улданай Максутовна Бахтикиреева, Валентинова Ольга Ивановна.
Влияние трудов Г. П. Мельникова на себя отмечала Э. Д. Сулейменова.
Академик Национальной русской академии.
Вышедшая в издательском доме «ЯСК» книга «Системный взгляд как основа филологической мысли» представляет собой новый этап в развитии научного, в первую очередь методологического, наследия кафедры общего и русского языкознания Российского университета дружбы народов, связанного с идеями Г. П. Мельникова — одного из основателей системологии и современной системной типологии, и Льва Алексеевича Новикова — основателя школы функциональной семантики.
Автор 300 печатных работ, пяти монографий.
- Основы терминоведения : монография / Г. П. Мельников. — Москва : УДН, 1991. — 115 с. — ISBN 5-209-00545-3
- Системная типология языков : принципы, методы, модели : [монография] / Г. П. Мельников ; Рос. акад. наук. Ин-т языкознания. — Москва : Наука, 2003. — 393 с. ISBN 5-02-006356-8